# Ponticola kessleri
Ponticola kessleri é uma espécie de peixe da família Gobiidae.
Pode ser encontrada nos seguintes países: Austria, Bósnia e Herzegovina, Bulgária, Croácia, República Checa, Hungria, Moldávia, Roménia, Sérvia e Montenegro, Eslováquia, Turquia e Ucrânia.